# Adam Burghaber
Adam Burghaber (en latin : Fidelis Romanus), né le 11 octobre 1608 à Velden (Bavière) et mort le 14 juin 1687 à Constance (Autriche), est un prêtre jésuite et théologien.

## Biographie
Après des études secondaires au Wilhemsgymnasium de Munich, en Allemagne, le jeune Adam Burghaber entre au noviciat des Jésuites le 24 septembre 1626. À la fin de sa formation spirituelle et académique il enseigne dans diverses écoles secondaires de son Ordre.
En 1642, Burghaber est nommé professeur de logique à l'Université d'Ingolstadt. Il y reste jusqu'en 1645, date à laquelle il est nommé professeur de théologie. Il enseigne dans des universités allemandes pendant plus de seize ans, en particulier à l'université de Fribourg-en-Brisgau. Entre 1658 et 1665, il occupe sept fois le poste de doyen de la Faculté de théologie.
Par après les activités du père Burghaber se tournent vers la prédication. Vers 1676 cependant, il est appelé à Rome comme directeur spirituel du Collegium Germanicum. Plus tard, il revient comme recteur du collège des Jésuites à Fribourg et s'installa finalement à Constance ou il meurt le 14 juin 1687.

## Écrits
- Nucleus philosophiae peripateticae, Ingolstadt, 1645.
- Centuria casuum conscientiae, Munich, 1653.
- Theologia polemica, Quentz, Fribourg (Suisse), 1678.
- Vnfehlbarkeit Der Römisch-Catholischen Kirchen in Glaubens-Sachen, Oder Daß sie bißhero in diesen niemahls geirret, Hautt, Constance, 1684.